# Giwat ha-Radar
Giwat ha-Radar (hebr. גבעת הרדאר; arab. جبل الرادار, Dżabal ar-Radar) – góra położona w masywie tzw. Wzgórz Jerozolimy, na południowej krawędzi Samarii w centralnej części Izraela. Wznosi się na wysokość 880 metrów n.p.m.

## Geografia
Giwat ha-Radar leży w paśmie wzniesień nazywanych Wzgórzami Jerozolimy, które jednocześnie stanowią południową krawędź Samarii. Większą część wzgórza zajmuje miejscowość Har Adar. W kierunku południowym teren opada ku dolinie, którą przebiega autostrada nr 1, prowadząca z równiny przybrzeżnej do Jerozolimy. Południowe i wschodnie zbocza porośnięte są lasem. W kierunku zachodnim spływa strumień Kefira, a w kierunku południowo-wschodnim – strumień Kesalon. Po stronie południowo-zachodniej położony jest kibuc Ma’ale ha-Chamisza, a na południu kibuc Kirjat Anawim. Od wschodu, północy i zachodu wzgórze jest otoczone murem bezpieczeństwa, który oddziela Izrael od terytorium Autonomii Palestyńskiej. Po stronie palestyńskiej znajdują się miejscowości Katanna i Biddu oraz wioski Al-Kubajba i Bajt Surik.

## Historia
Historia oraz nazwa wzgórza związane są z wybudowaniem w tym miejscu przez Brytyjczyków podczas II wojny światowej stacji radiolokacyjnej. Zadaniem radaru miało być wykrywanie włoskich i niemieckich samolotów, usiłujących zbombardować cele w Brytyjskim Mandacie Palestyny. Jednak najnowsze badania wskazują, że na wzgórzu znajdował się jedynie przekaźnik radiowy, który z wyglądu przypominał radar. Z tego powodu okoliczna ludność nazwała wzniesienie Giwat ha-Radar.
Przyjęta 29 listopada 1947 roku Rezolucja Zgromadzenia Ogólnego ONZ nr 181 zakładała, że na terenie byłego Mandatu Palestyny miały powstać dwa państwa (żydowskie i arabskie) oraz mała międzynarodowa strefa, obejmująca Jerozolimę i Betlejem. Giwat ha-Radar miało znaleźć się w państwie arabskim. Społeczność żydowska zaakceptowała plan podziału Palestyny, jednak Arabowie odrzucili go i dzień później doprowadzili do wybuchu wojny domowej w Mandacie Palestyny. Od samego początku, walki o Jerozolimę stanowiły najważniejszą część wojny. Po wielokrotnych uszkodzeniach linii telefonicznych, tutejszy przekaźnik radiowy zwiększył znaczenie strategiczne wzgórza. Z tego powodu Brytyjczycy stale utrzymywali posterunek wojskowy, chroniący stację i przekaźnik. Z czasem siły brytyjskie zostały zastąpione przez jednostkę pomocniczą jordańskiego Legionu Arabskiego. W drugiej połowie kwietnia 1948 roku siły żydowskie przeprowadziły operację „Jewusi”, podczas której doszło do bitwy o An-Nabi Samu’il (23 kwietnia 1948 roku). Jeden z nacierających żydowskich oddziałów usiłował przebić się tędy w kierunku arabskiej wsi An-Nabi Samu’il. Został jednak powstrzymany i po stracie 15 własnych żołnierzy zmuszony do wycofania się. W dniu 11 maja 1948 roku Brytyjczycy zdemontowali urządzenia radiowe i opuścili wzgórze. Dwa dni później to strategiczne miejsce zajęli żołnierze 61 Batalionu Brygady „Ecjoni”. W dniu 26 maja Jordańczycy odbili wzgórze i natychmiast je ufortyfikowali. Chroniło ono strategiczną drogę z Ramallah do Latrun, którą dostarczano siłom arabskim amunicję, żywność i wodę. Dzięki tej drodze siły jordańskie zdołały przez całą wojnę utrzymać enklawę Latrun. Kolejne próby odbicia Gwiat ha-Radar zakończyły się niepowodzeniem i ostatecznie pozostało ono pod kontrolą Jordanii.
Podczas wojny sześciodniowej siły żydowskie postanowiły zająć wzgórze. W dniu 5 czerwca 1967 roku, po kilku godzinach walki, Brygada „Harel” przejęła kontrolę nad Giwat ha-Radar. W 1982 roku na wzgórzu powstało żydowskie osiedle Har Adar.

## Turystyka
Wzgórze znajduje się w samym centrum miejscowości Har Adar. Na szczycie wzgórza w 1975 roku wystawiono symboliczny pomnik upamiętniający Brygadę „Harel”. Spiralne schody prowadzą na szczyt betonowej wieży widokowej, z której rozciąga się panorama na okoliczne wzgórza. Pomnik wznosi się na wysokość 16 metrów i wyróżnia się w krajobrazie.

## Transport
Na wzgórze dojeżdża się drogą nr 425 z miejscowości Abu Ghausz.